# Mussaenda brachygyna
Mussaenda brachygyna är en måreväxtart som beskrevs av Elmer Drew Merrill och Lily May Perry. Mussaenda brachygyna ingår i släktet Mussaenda och familjen måreväxter. Inga underarter finns listade i Catalogue of Life.